# Municipio de Walker (condado de Centre)
El municipio de Walker (en inglés: Walker Township) es un municipio ubicado en el condado de Centre en el estado estadounidense de Pensilvania. En el año 2000 tenía una población de 3.299 habitantes y una densidad poblacional de 31.4 personas por km².

## Geografía
El municipio de Walker se encuentra ubicado en las coordenadas 40°55′00″N 77°39′59″O / 40.91667, -77.66639.

## Demografía
Según la Oficina del Censo en 2000 los ingresos medios por hogar en la localidad eran de $48,835 y los ingresos medios por familia eran de $54,613. Los hombres tenían unos ingresos medios de $36,578 frente a los $26,196 para las mujeres. La renta per cápita de la localidad era de $19,130. Alrededor del 6,1% de la población estaba por debajo del umbral de pobreza.